# クールマイユール
クールマイユール（フランス語: Courmayeur, IPA: [kuʁmajœʁ]）は、イタリア共和国ヴァッレ・ダオスタ州にある、人口約2800人の基礎自治体（コムーネ）。
西ヨーロッパ最高峰であるモンブランの南東麓にあり、イタリア有数の山岳リゾート地である。冬季は山岳スキー、夏季は登山や避暑でにぎわう。ヴァッレ・ダオスタ（アオスタ谷）の最上流部に位置する町で、モンブラントンネルのイタリア側出口があり、アルプスを越える交通の大動脈を担っている。

## 名称
日本語文献では「クールマイユール」のほか、「クールマイヨール」と表記されることも多く、ほかに「クルマユール」、「クールマユール」などの表記もある。

## 地理

### 位置・広がり
ヴァッレ・ダオスタ州北西部に位置するコムーネで、町域には広大な山岳部を含んでいる。
イタリア最高峰であるのみならず、アルプス最高峰・西ヨーロッパ最高峰であるモンブラン（イタリア語名: モンテ・ビアンコ、4810 m）の山頂は、行政上クールマイユールの町域に属している（フランス側のSaint-Gervais-les-Bainsと分け合う形になっている）。このため、イタリアでもっとも標高の高いコムーネとされることもある。
また、フランスおよびスイスとの国境を有している。イタリア・フランス・スイスの三国国境はモン・ドラン付近にある。

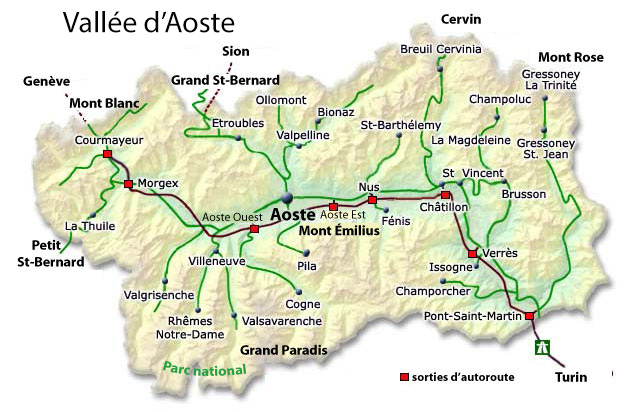
ヴァッレ・ダオスタ州地図

#### 隣接コムーネ
隣接するコムーネは以下の通り。FRはフランス領（FR-73はサヴォワ県、FR-74はオート＝サヴォワ県所属）、CHはスイス領（CH-VSはヴァレー州）を意味する。
- シャモニー＝モン＝ブラン (FR-74) - 北
- Orsières (CH-VS) - 北東
- サン＝レミ＝アン＝ボス - 北東
- ラ・サル - 東
- モルジェ - 南東
- プレ＝サン＝ディディエ - 南
- ラ・トゥイール - 南西
- ブール＝サン＝モーリス (FR-73) - 南西
- レ・コンタミーヌ＝モンジョワ（英語版） (FR-74) - 西
- Saint-Gervais-les-Bains (FR-74) - 北西

ドーラ・バルテア川の下流となるプレ＝サン＝ディディエを除き、山岳を隔てての隣接である。道路は南にプレ＝サン＝ディディエ、北にモンブラントンネルを介してシャモニー＝モン＝ブラン（シャモニー）とつながっている。

### 地勢
町域の北には、モンブランを主峰とするモンブラン山塊 (Mont Blanc massif) （グライエアルプス山脈の一部）が広がっている。町域（国境線上を含む）には4000以上の山として以下のような山がある。
- モンブラン (4,810 m)
- en:Mont Blanc de Courmayeur (4,748 m)
- en:Mont Maudit (4,465 m)
- en:Picco Luigi Amedeo (4,469 m)
- en:Dôme du Goûter (4,304 m)
- en:Grand Pilier d'Angle (4,243 m)
- グランド・ジョラス (4,208 m)
- en:Aiguille Blanche de Peuterey (4,112 m)
- en:Mont Brouillard (4,069 m)
- en:Aiguille de Bionnassay (4,066 m)
- en:Pic Eccles (4,041 m)
- en:Dôme de Rochefort (4,015 m)
- en:Dent du Géant (4,013 m)
- en:Aiguille de Rochefort (4,001 m)

ヴァッレ・ダオスタ州最大の川であるドーラ・バルテア川（ポー川水系）は、町域を源流とする。町域北東部の Col Ferret 山 (2.543 m) の麓から流れる Dora de Ferret 川は、Val Ferret 谷を形成しながら南西方向に流れ下る。また、町域南西部の it:Val Veny 谷では、モンブランをはじめとする山々の氷河の水を集めた Dora di Vény 川が北東方向に流れている。Dora de Ferret と Dora di Vény の両河川は Entrèves 地区で合流してドーラ・バルテア川と名を改め、南に方向を変えてクールマイユール市街の西を流れ、プレ＝サン＝ディディエ方面へ流れ下る。
- クールマイユール側からのモンブラン
- Dora di Ferret 川とグランド・ジョラス

### 主要な集落
コムーネの中心地区であるクールマイユール市街は、ドーラ・バルテア川左岸（東岸）、海抜 1224 m 地点に位置している。クールマイユール市街の対岸には Dolonne 集落がある。
- Dolonne 地区から見た市街
- Dolonne 地区
- La Palud地区

## 行政

### 分離集落
クールマイユールには、以下の分離集落（フラツィオーネ）がある。
- Dolonne (Dolénna), Entrèves (Éntréve), La Palud (La Palù), Villair Dessous (Lo Velé-Dézó), Villair Dessus (Lo Velé-Damón), Larzey (Lo Lazèi), Entrelevie (Éntrelvie), La Villette (La Veletta), La Saxe (La Saha), Pussey

## 文化・観光
クールマイユールは、イタリア有数の山岳リゾート地である。
クールマイユールはフランス側のシャモニーとともに、国境にまたがるモンブラン山塊や、フランス側にある氷河スキー場ヴァレー・ブランシュへの拠点となっている。
クールマイユールとシャモニーとの間には Vallée Blanche Aerial Tramway と呼ばれる一連のロープウェイが連なっている。クールマイユールの La Palud 地区の乗り場からは Rifugio Torino まで上がることができ、さらに乗継ぎによって国境の Pointe Helbronner や、フランス側のエギーユ・デュ・ミディ（ミディ針峰）を経て、シャモニー市街まで行くことができる。
また硬度の高いミネラルウォーターの産地としても知られる。
- Val Veny
- 広場
- La Palud のロープウェイ乗り場

## 交通

### 道路

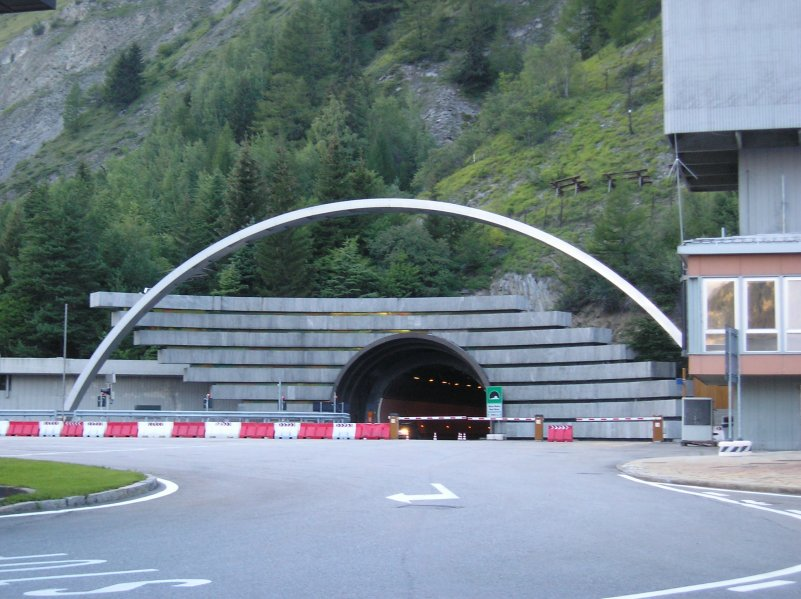
モンブラントンネル出入口

高速道路（アウトストラーダ）によってイタリア北西部の都市と、モンブラントンネルによってフランス側と結ばれている。
高速道路
- アウトストラーダ A5・モンブラントンネル : 欧州自動車道路E25号線

国道
- SS26dir (it:Strada statale 26 della Valle d'Aosta)